# ميشكو الثالث العجوز
ميشكو الثالث العجوز (1126/27 - 13 مارس 1202)، من سلالة بياست، هو دوق بولندا الكبرى من 1138 ودوق بولندا الأعلى، مع فترات انقطاع، من 1173 حتى وفاته.
كان الابن الرابع والثاني من الأبناء الأحياء للدوق بوليزلاف الثالث وريماوث من بولندا، من زوجته الثانية سالوميا، ابنة الكونت الألماني هنري بيرج شلكلينغن.

## نشأته
وفقًا لوصية بوليزلاف الثالث عام 1138، فقد تولى ميشكو دوقية بولندا الكبرى المنشأة حديثًا، والتي تضم الجزء الغربي من بولندا الكبرى التي لم تدم طويلًا. كان سابقًا دوق بوزنان، حيث كان مقر إقامته الرئيسي. أعلن أخيه الأكبر غير الشقيق، فلاديزلاف الثاني، الابن الأكبر للدوق الراحل من زوجته الأولى زبيسلافا من كييف، الدوق الأعلى والحاكم المطلق لمقاطعة سينيوريتا في كراكوف، بما في ذلك أراضي بولندا الكبرى غنيزنو وكاليش، وكذلك دوق سيليزيا.

## الصراع الأول مع فلاديزلاف الثاني
وقع أول صراع كبير مع الدوق الأعلى خلال الفترة 1140-1141، عندما اقتسم إخوة فلاديزلاف غير الأشقاء، بوليزلاف الرابع وميشكو الثالث، مع أمهم ودون احتساب أو إعلام فلاديزلاف، أراضي ليتشيكا، والتي كانت محفوظة بحسب قانون فيتوم لأرملة بوليزلاف سالوميا خلال حياتها وعند وفاتها ترجع هذه الأراضي جزءًا من مقاطعة سينيوريتا التابعة لفلاديزلاف.
في عام 1141، نظمت سالوميا من بيرغ اجتماعًا في ليتشيكا، حيث قررت هي وأبناؤها تزويج أختهم الصغرى أغنيس إلى أحد أبناء الأمير الأكبر فسيفولود الثاني من كييف من أجل كسب حليف ضد الدوق الأعلى فلاديزلاف الثاني. إلا أنه، وفقط بالتدخل السريع من قبل فلاديزلاف، باءت خطط الدوقة الصغار الاستقلالية بالفشل. واجه الأمير الأكبر فسيفولود الثاني الاختيار بين التحالف مع الدوق الأعلى ذو النفوذ والسلطة أو الدوقة الصغار الضعفاء وأمهم، فاختار التحالف مع الأول وخُتم هذا التحالف بخطوبة الابن الأكبر لفلاديزلاف، بوليزلاف الأول الطويل، من زفينيسلافا ابنة فيسفولد في 1142. لم يُدعى فلاديزلاف إلى اجتماع ليتشيكا على الرغم من حقيقة أنه وبصفته الدوق الأعلى فإنه له الصوت الأخير فيما يتعلق بخطوبة أغنيس. ردًا على هذا الإغفال، فقد دعم العمليات العسكرية في كييف ضد سالومي وأبنائها في شتاء 1142-1143. كان الاشتباك الأول بين الأخوين مكللًا بالنجاح الكامل لصالح الدوق الأعلى.

## الصراع الثاني مع فلاديزلاف الثاني
في 27 يوليو 1144، توفيت الدوقة الأرملة سالوميا وأعاد الدوق الأعلى فلاديزلاف الثاني أحقية أراضي ليتشيكا إلى مقاطعة سينيوريتا مثلما كان مقررًا في وصية والده. اعترض بوليزلاف الرابع وميشكو الثالث على هذا مرة أخرى، إذ رغبوا في إعطاء هذه الأرض لأخيهما الأصغر هنري. وقع القتال عام 1145. بعد هزيمة غير متوقعة، كان النصر أخيرًا حليف الدوق الأعلى (معركة بيلسي)، بفضل دعم حلفائه من كييف.
أبرم اتفاق احتفظ بموجبه فلاديزلاف بأراضي ليتشيكا، مع ذلك فقد تابع الدوق الأعلى خطته بإعادة توحيد كل بولندا تحت حكمه. أثار هذا معارضة قوية من أمير الحرب السيليزي بيوتر فلوستوفيز، الذي دعم مصالح الدوقة الصغار بهدف المحافظة على منصبه وسلطته. قرر فلاديزلاف، بتحريض من زوجته الأولى أغنيس من بابينبيرغ، القضاء على فلوستوفيز بشكل نهائي. قُبض على أمير الحرب في كمين. طالبت أغنيس بإعدام فلوستوفيز بتهمة الخيانة، إلا أن الدوق الأعلى اختار بدلًا من ذلك عقوبة شنيعة: إذ أصاب فلوستوفيز بالعمى والبكم ثم طرده من البلاد. مع ذلك، فقد كان هناك العديد من المؤيدين لفلوستوفيز الذين استنكروا هذه العقوبة القاسية. ذهب فلوستوفيز إلى محكمة كييف، حيث بدأ بالتآمر ضد الدوق الأعلى، مما أدى إلى بداية سقوط فلاديزلاف.

## الصراع الثالث مع فلاديزلاف الثاني ونفيه
اندلعت الحرب مرة أخرى في أوائل عام 1146. لم يستطع فلاديزلاف الاعتماد على حلفائه في كييف هذه المرة، إذ كانوا مشغولين بقضاياهم الخاصة. في الواقع، فقد أرسل الدوق الأعلى بعض قواته بقيادة نجله الأكبر بوليزلاف لدعم الأمير الأكبر فسيفولود. أدت محنة فلاديزلاف إلى إقسامه الولاء لملك ألمانيا والأخ غير الشقيق لزوجته أغنيس، كونراد الثالث. ومع ذلك، كان فلاديزلاف واثقًا أن النصر حليفه وبدا في البداية أن نجاحه محتوم، إذ هرب بوليزلاف الرابع وميشكو الثالث إلى بوزنان، متوخين الاشتباكات في حقل مفتوح. بدأت في هذه الأثناء الكارثة بالحلول على الدوق الأعلى.
فقدت قضية فلاديزلاف الدعم عندما طرده رئيس الأساقفة جاكوب من جنيزنو بسبب سلوكه ضد بيوتر فلوستوفيز. واجه أيضًا تمرد رعاياه ضده اعتراضًا على حكمه الاستبدادي. كانت هزيمة فلاديزلاف كاملة. بحلول مايو 1146، كانت كل بولندا تحت سيطرة الدوقة الصغار. اضطُر الدوق الأعلى السابق وعائلته إلى الفرار بهدف النجاة، هربوا أولًا إلى بوهيميا ثم إلى كايزربفالز في آلتنبورغ في ألمانيا، تحت حماية الملك كونراد الثالث.
بمجرد أن رسخوا حكمهم على بولندا، اتخذ بوليزلاف الرابع وميشكو الثالث إجراءات جديدة. خلف بوليزلاف، بصفته الأخ الأكبر، فلاديزلاف في منصب الدوق الأعلى والحاكم على سيليزيا. من ناحية أخرى، احتفظ ميشكو بدوقية بولندا الكبرى وكان راضيًا عن دوره كحليف لشقيقه. تولى هنري، المولود التالي، دوقية صاندومير أخيرًا. بقي الأخ الأصغر كازيمير الثاني جود جاست دون أرض.
بتحريض من صهره فلاديزلاف، حاول كونراد الثالث ملك ألمانيا إعادة الدوق الأعلى السابق إلى العرش البولندي. عُقد اتفاق في نهاية المطاف، وافق بموجبه الملك كونراد على حكم بوليزلاف الرابع، وترتب على الدوق الجديد في المقابل أن يكرّم الملك الألماني. ظل الخلاف بين فلاديزلاف والدوقات الصغار دون حل لأن الملك كونراد الثالث كان منشغلًا بالتحضيرات للحملة الصليبية الثانية على الأرض المقدسة.

## الاعتراف بسلطة الدوقة الصغار
في هذه الأثناء، لم يكن الدوقة الصغار مضطرين للإجلال وترقب توطيد سلطتهم. إذ تلقوا في مايو 1147 تأكيدًا من البابا إيجين الثالث لتأسيس دير في ترزيميسزنو، والذي كان اعترافًا واضحًا بسيادتهم. بالإضافة إلى ذلك، سعوا أيضًا إلى تحسين علاقاتهم مع الحكام الألمان.
في عام 1147، وبالتزامن مع وصول الملك كونراد الثالث إلى الأرض المقدسة، انضم الدوق ميشكو الثالث إلى حملة وينديش الصليبية ضد السلاف البولابيون الوثنيون في التخم الشمالي سابقًا، والتي نظمها الكونت الأسكاني ألبرشت الأول (مرغريف براندبورغ) ومرغريف كونراد مايسن من آل فتين. ومع ذلك، وخلال هذه الحملة، دعم ميشكو الثالث سياسيًا وعسكريًا بعض القبائل السلافية في محاولة لحماية المصالح البولندية في أراضي سبريفان ضد المطالبات التي أثارها دوق ساكسونيا الطموح هاينريش الأسد. أثار دعم ميشكو للوثنيين غضب ألبرشت الأول، الذي وصل إلى كروستزفيكا في أوائل عام 1148 لتعزيز تحالفهم. توصلوا في نهاية المطاف إلى اتفاق دُعم من خلال زواج يوديث أخت الدوقة الصغار من ابن ألبرشت الأكبر أوتو.